# Sopa coada
La sópa coàda (traducibile dal veneto con "zuppa covata") è una pietanza tipica della cucina trevigiana con carne di piccione.

## Descrizione
Si tratta di un pasticcio di piccione dalla consistenza piuttosto asciutta, tanto che talvolta viene accompagnato da una tazza di brodo bollente da consumare a parte o da versarvi sopra. La ricetta (di cui però esistono numerose varianti) prevede di alternare in una teglia strati di pane raffermo e intriso di brodo a strati di carne di piccione disossata, stufata e ridotta in pezzetti. Il tutto viene poi trasferito in forno per un paio d'ore. Può essere abbinata a del vino rosso asciutto, come il Piave merlot. 
Un'alternativa diffusa nella zona di Motta di Livenza impiega carni di pollastra.

## Storia
L'appellativo coàda ("covata") non è facilmente spiegabile: secondo alcuni si riferisce al lungo tempo di cottura che, almeno con i metodi di una volta, poteva protrarsi sino a quattro o cinque ore; altri, dandogli l'accezione di "nascosta", credono alluda alla carne coperta dagli strati di pane.
L'origine della sopa coada non è molto chiara e i primi riferimenti, riscontrabili nelle vecchie liste delle vivande servite nelle osterie di Treviso, compaiono solo dopo l'Unità d'Italia. L'usanza di preparare zuppe a base di carne di piccione è certamente molto antica, come testimoniato sin dal Rinascimento da numerosi ricettari (Cristoforo di Messisbugo, Bartolomeo Scappi, Bartolomeo Stefani). Inoltre, non si può escludere un collegamento con la suppa quata, una pietanza analoga tipica della Gallura.
Nel primo Novecento il piatto raggiunse l'apice del successo e particolarmente note erano le versioni servite nelle trattorie "Boschiero" e "Goba dele Sciatiche". La lunga preparazione e la difficoltà nel disporre sempre di colombi giovani imponeva di ordinare con un certo anticipo il piatto, ma tale situazione non scoraggiava nemmeno i clienti più lontani che erano disposti a intraprendere due viaggi: uno per l'ordinazione e l'altro per il consumo pur di degustare la leccornia.
Decaduta nel secondo dopoguerra, è stata in seguito rivalorizzata grazie a Giuseppe Maffioli che recuperò la storica ricetta di Boschiero per diffonderla ai ristoranti della Marca. In tempi più recenti la delegazione trevigiana dell'Accademia italiana della cucina ha provveduto a depositare il testo presso un notaio.